# Kazimierz Lipiński (prawnik)

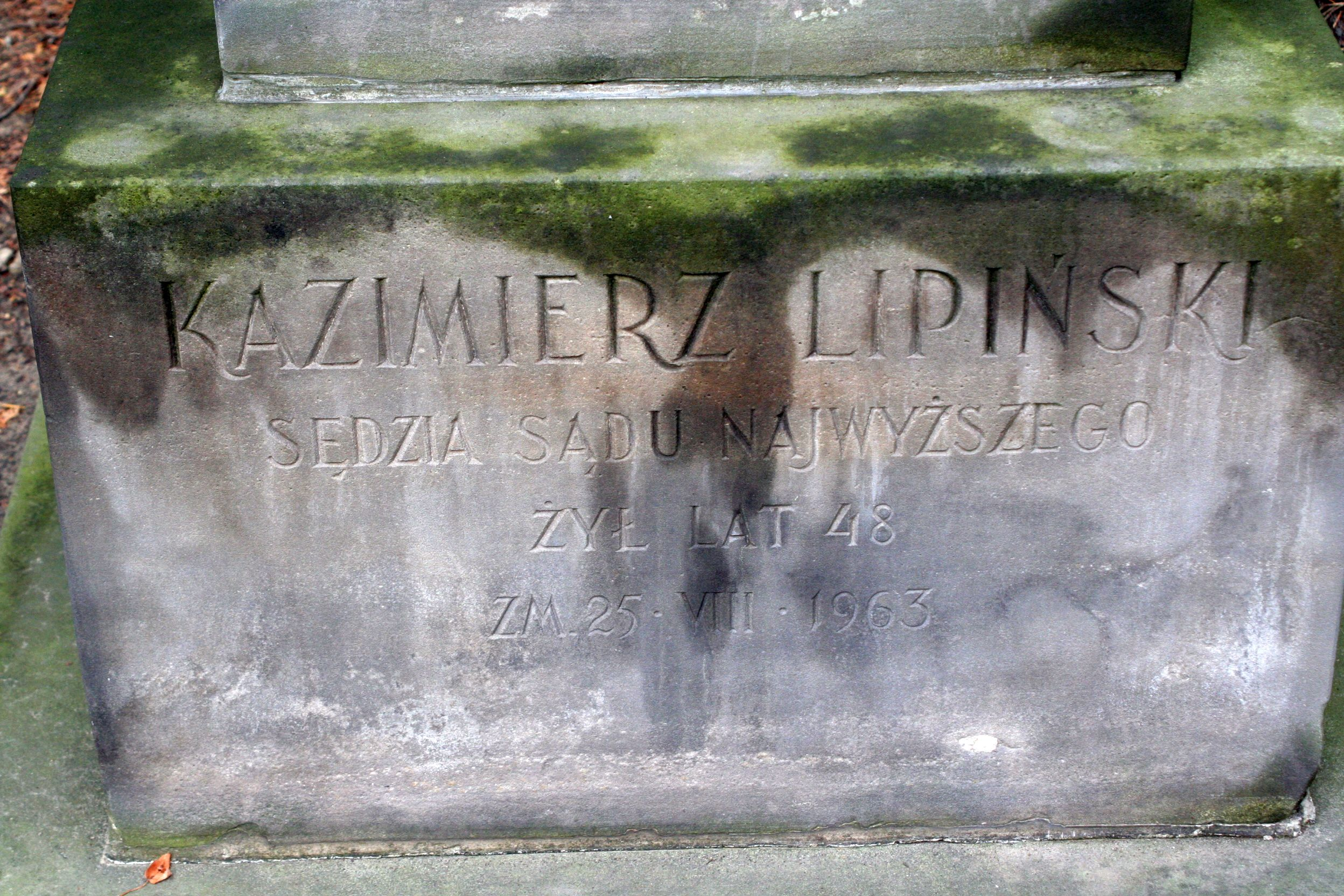
Grób Kazimierza Lipińskiego na Cmentarzu Wojskowym na Powązkach w Warszawie

Kazimierz Ludwik Lipiński właśc. Kazimierz Ludwik Litauer (ur. 17 kwietnia 1915 w Łodzi, zm. 25 sierpnia 1963 w Warszawie) – polski prawnik, sędzia Sądu Najwyższego.

## Wczesne lata
Był synem dyplomaty i dziennikarza Stefana Litauera. W 1933 ukończył Gimnazjum im. Adama Mickiewicza w Warszawie, a w 1938 studia na Wydziale Prawa Uniwersytetu Warszawskiego. W młodości zaangażowany w ruch skautowy (był podharcmistrzem).

## Służba wojskowa
Służył w 1 pułku artylerii najcięższej w Górze Kalwarii. Ukończył Szkołę Podchorążych Rezerwy Artylerii we Włodzimierzu Wołyńskim. Podczas kampanii wrześniowej jako kapral podchorąży walczył w składzie 12 dywizjonu artylerii najcięższej.

## Działalność podczas okupacji
Podczas okupacji zajmował się szklarstwem i handlem. Jednocześnie angażował się w działalność niepodległościową – był członkiem Polskiej Ludowej Akcji Niepodległościowej (PLAN). Posługiwał się pseudonimem Lipiński. Po wojnie został on przez niego przyjęty jako oficjalne nazwisko. W czerwcu 1942 aresztowany przez Gestapo w Krynicy pod zarzutem udziału w spisku, który zakończył się zabójstwem Reinharda Heydricha w Pradze. Uwolniony po 3 miesiącach, ukrywał się we Lwowie i na Kielecczyźnie, gdzie wstąpił do oddziału partyzanckiego Armii Krajowej.

## Działalność prawnicza
Po zakończeniu II wojny światowej był żołnierzem Ludowego Wojska Polskiego w stopniu porucznika. Następnie pracował jako referendarz w Ministerstwie Spraw Zagranicznych. W 1946 został attaché w konsulacie polskim w Amsterdamie. Nieco później został kierownikiem biura prawnego w centrali tekstylnej w Łodzi.
Od 1948 do 1952 sprawował funkcję sędziego śledczego, grodzkiego oraz kierownika i sędziego Sądu Wojewódzkiego w Łodzi. Następnie, od 1952 do 1955 był sędzią wizytatorem w Ministerstwie Sprawiedliwości. Od 1955 był sędzią Izby Cywilnej Sądu Najwyższego. Był autorem wielu publikacji o tematyce prawniczej (m.in. dwa Kodeksy postępowania cywilnego – wydania w 1957 i 1961; O aktach stanu cywilnego. Rejestracja urodzeń, małżeństw i zgonów, zmiana imion i nazwisk, Wydawnictwo Prawnicze, Warszawa 1956). Był także członkiem redakcji tygodnika Prawo i Życie.
Prowadził także działalność społeczną - był m.in. przewodniczącym komisji pomocy alimentacyjnej w radzie naczelnej Polskiego Komitetu Pomocy Społecznej, członkiem zarządu głównego Ligi Przyjaciół Żołnierza, Zrzeszenia Prawników Polskich, czy prezydium zarządu Automobilklubu Warszawskiego.
Odznaczony m.in. Krzyżem Kawalerskim Orderu Odrodzenia Polski.
Pochowany na Cmentarzu Wojskowym na Powązkach w Warszawie (kwatera B2-13-10)